# Brookesia desperata
Brookesia desperata Glaw et al., 2012 è un piccolo sauro della famiglia Chamaeleonidae, endemico del Madagascar.

## Distribuzione e habitat
L'areale di questa specie è ristretto alla Foresta d'Ambra, nel Madagascar settentrionale.

## Conservazione
Pur essendo localmente molto comune, la specie ha un areale estremamente ristretto (< 50 km2), il che la rende estremamente vulnerabile. Per tale ragione la IUCN Red List la colloca tra le specie in pericolo critico di estinzione (Critically Endangered).
È protetta all'interno della Riserva speciale della Foresta d'Ambra.